# Xã Island Park, Quận Ransom, Bắc Dakota
Xã Island Park (tiếng Anh: Island Park Township) là một xã thuộc quận Ransom, tiểu bang Bắc Dakota, Hoa Kỳ. Năm 2010, dân số của xã này là 262 người.